# Memphis (tipografía)

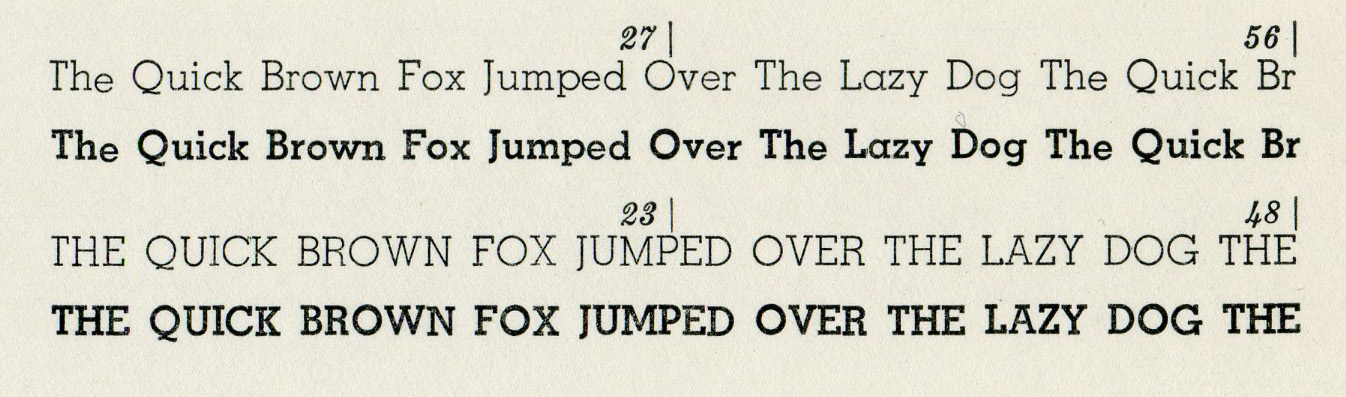
Memphis de 10pts en tipo metálico.

Memphis es un tipo de letra con serifa slab diseñado por Rudolf Wolf y publicado en 1929 por la Stempel Type Foundry.
Memphis es una serifa slab "geométrica", que refleja el estilo de las sin serifas geométricas alemanas que tanta atención habían atraído (en particular Futura), adaptado su diseño a la estructura de las serifas slab. Posee una estructura estrictamente monolineal, con una "a" de un único trazo, similar al estilo blackletter o manuscrito, en un círculo casi perfecto. Fue lanzada en varios grosores y con caracteres alternativos, como los swashes (adornos tipográficos), que la mayoría de las digitalizaciones no han incluido.
Memphis tiene un nombre egipcio, en alusión al hecho de que los fundidores de tipos del siglo XIX solían llamar "egipcias" a las primeras fuentes con serifa slab, a modo de exotismo.
Memphis y otros diseños similares fueron populares en la industria gráfica durante la época de la composición tipográfica en metal caliente y varias fundiciones sacaron diseños similares o imitaciones directas, como Karnak y Stymie en Estados Unidos y Rosmini de Nebiolo en Italia, y (en sentido más amplio) Rockwell de Monotype. Entre los diseños digitales afines figuran Neutraface Slab y Archer. La propia Memphis ha sido publicada digitalmente por Linotype, que obtuvo la licencia de Stempel, y por Bitstream en una versión que incluye grosores condensados bajo el nombre "Geometric Slabserif 703".